# (13868) Catalonia
(13868) Catalonia és un asteroide descobert el 29 de desembre de 1999, des de l'observatori de Piera (Anoia) per l'astrònom aficionat Joan Guarro i Flo, quan va localitzar i determinar l'òrbita d'un asteroide que ell mateix ja havia descobert l'any 1990, sense poder però, aleshores determinar la seva òrbita.
Va ser anomenat provisionalment 1999 YZ₈. Després de ser numerat amb el número 13868, va ser batejat amb el nom de Catalonia (el nom llatinitzat de Catalunya) per la Unió Astronòmica Internacional a proposta dels seus descobridors, Joan Guarro i el GEA (Grup d'Estudis Astronòmics).
Catalonia és un cos rocallós amb un diàmetre de 9,1 km. Triga 4,09 anys a fer la volta al Sol i la seva òrbita transcorre íntegrament dins del cinturó d'asteroides entre les òrbites dels planetes Mart i Júpiter.